# Guineu cendrosa
La guineu cendrosa (Lycalopex vetulus) és una espècie de guineu del gènere Lycalopex endèmica del Brasil. És un animal esvelt amb el musell relativament curt i puntat i amb orelles grans. Viu principalment a l'ecosistema brasiler del cerrado, tot i que també se'l pot trobar en hàbitats de transició. És un animal omnívor, tot i que s'alimenta principalment de tèrmits, escarabats piloters, altres insectes i petits vertebrats.